# Savisaari (ö i Finland, Norra Karelen, Joensuu, lat 63,10, long 29,58)
Savisaari är en ö i Finland. Den ligger i sjön Ylä-Koivenlampi och i kommunen Juga i den ekonomiska regionen  Joensuu ekonomiska region  och landskapet Norra Karelen, i den sydöstra delen av landet, 400 km nordost om huvudstaden Helsingfors. Öns area är omkring 580 kvadratmeter och dess största längd är 50 meter i nord-sydlig riktning.